# De la Durantaye (conseil législatif)
Ne doit pas être confondu avec De la Durantaye (division sénatoriale canadienne).
Pour les articles homonymes, voir De la Durantaye.
Division du Conseil législatif du Québec
De la Durantaye est une division du Conseil législatif du Québec ayant existé de 1867 à 1968. Elle est abolie en même temps que le Conseil lui-même.

## Liste des conseillers
| Années | Années      | Conseiller législatif     | Parti           |
| ------ | ----------- | ------------------------- | --------------- |
|        | 1867 - 1877 | Joseph-Octave Beaubien    | Conservateur    |
|        | 1878 - 1887 | Édouard Rémillard         | Libéral         |
|        | 1887 - 1904 | Pierre Garneau            | Libéral         |
|        | 1904 - 1911 | Édouard Burroughs Garneau | Libéral         |
|        | 1912 - 1930 | Georges-Élie Amyot        | Libéral         |
|        | 1930 - 1942 | Alfred-Valère Roy         | Libéral         |
|        | 1943 - 1944 | Cyrille Vaillancourt      | Libéral         |
|        | 1944 - 1952 | Charles Delagrave         | Libéral         |
|        | 1952 - 1963 | Joseph Boulanger          | Union nationale |
|        | 1964 - 1968 | George O'Reilly           | Libéral         |